# Roger Cantin (peintre)
Pour les articles homonymes, voir Cantin.
À ne pas confondre avec le réalisateur québécois Roger Cantin.
Roger Cantin, né le 28 avril 1930 à Québec, et mort le 31 mai 2018 dans la même ville, est un peintre figuratif québécois.

## Biographie
Roger Cantin naît à Québec le 28 avril 1930 dans l'arrondissement Charlesbourg. Après avoir terminé ses études à l'École des beaux-arts de Québec en 1964, il commence sa carrière d'art figuratif. Il organise une première exposition à grande échelle de ses œuvres à Trois-Rivières en 1966, puis en organise une autre, chez les Franciscains de Toronto. Il est devenu réputé dans les années 1980 et 1990 pour ses peintures des rues du Trait-Carré.
Ses œuvres ont une grande maîtrise de l'espace et des formes simples, tandis que les couleurs sont souvent dominées par des tons de gris. Ses sujets principaux sont les maisons québécoises, les rues du Vieux-Québec, les scènes d'intérieurs, les paysages et les natures mortes. Il utilise principalement l'aquarelle et la peinture à l'acrylique. Il aimait se promener dans les rues de son quartier pour trouver des inspirations. Il meurt le 31 mai 2018 à l'âge de 88 ans.

## Œuvres
- Nature morte, huile sur isorel, 36 × 46 cm, vers 1990, collection privée[2] ;
- Sans titre (paysage), acrylique, 20 × 51 cm, 1989, Galerie l'Harmattan[1] ;
- Hangars et bateaux, huile, 27 × 32 cm, 1986, collection privée[5] ;
- Maison de Charlesbourg, aquarelle, 31 × 43 cm, 1980, Galerie le Belley[6].

## Collections
- Galerie le Belley[6].